# Imran Louza
Imran Louza, född 1 maj 1999, är en marockansk fotbollsspelare som spelar för Watford.

## Klubbkarriär
Louza spelade ett år som ung i Etoile du Cens och gick 2006 till Nantes. Han gick igenom hela Nantes akademi och blev inför säsongen 2017/2018 uppflyttad i reservlaget. Louza spelade under säsongen 20 matcher och gjorde fyra mål för reservlaget i Championnat National 3. Säsongen 2018/2019 gjorde han sex mål på 20 matcher för reservlaget i Championnat National 2.
Louza debuterade för A-laget den 4 januari 2019 i en 4–1-seger över LB Châteauroux i Coupe de France, där han även gjorde sitt första mål. Den 24 maj 2019 gjorde Louza sin Ligue 1-debut i en 1–0-förlust mot RC Strasbourg. Den 25 juni 2019 förlängde han sitt kontrakt i Nantes fram till juni 2024. Den 10 november 2019 gjorde Louza sitt första Ligue 1-mål i en 3–2-förlust mot Saint-Étienne. Han spelade totalt 28 tävlingsmatcher och gjorde fyra mål under säsongen 2019/2020. Följande säsong gjorde han sju mål på 33 ligamatcher samt två nedflyttningskvalmatcher mot Toulouse.
Den 1 juni 2021 värvades Louza av Watford, där han skrev på ett femårskontrakt.

## Landslagskarriär
Louza har en marockansk far och en fransk mor och har spelat för både Marockos- och Frankrikes U20-landslag. Han spelade även sex matcher för Frankrikes U21-landslag.
Han valde att representera Marockos landslag och debuterade samt gjorde ett mål den 6 oktober 2021 i en 5–0-vinst över Guinea-Bissau i kvalet till VM 2022.